# 紀元前81年
紀元前81年（きげんぜん81ねん）は、ローマ暦の年である。

## 他の紀年法
- 干支 : 庚子
- 日本
  - 崇神天皇17年
  - 皇紀580年
- 中国
  - 前漢 : 始元6年
- 朝鮮
  - 檀紀2253年
- 仏滅紀元 : 464年
- ユダヤ暦 : 3680年 - 3681年

## できごと

### ローマ
- ルキウス・コルネリウス・スッラが独裁官に任命され、ローマ帝国政府を立て直した。
- 第二次ミトリダテス戦争が終結した。
- マルクス・トゥッリウス・キケロが最初の裁判に勝利した。

## 死去
- アルタクセス1世
- プトレマイオス9世